# Grünow (Mecklenburg)
Grünow település Németországban, Mecklenburg-Elő-Pomeránia tartományban. Lakosainak száma 312 fő (2023. december 31.).

## Népesség
A település népességének változása:
| Lakosok száma | 295  | 299  | 293  | 306  | 312  |
|               | 2017 | 2019 | 2021 | 2022 | 2023 |